# Roshon van Eijma
Roshon van Ejima (Tilburg, 9 giugno 1998) è un calciatore olandese, originario di Curaçao, difensore dell'RKC Waalwijk e della nazionale di Curaçao.

## Caratteristiche tecniche
È un difensore centrale.

## Carriera

### Club
Cresciuto nel settore giovanile del Roda JC, debutta in prima squadra il 25 settembre 2018 in occasione dell'incontro di KNVB beker vinto 6-0 contro il DVS '33; il 7 settembre 2020 viene acquistato dal Preußen Münster.

### Nazionale
Il 25 marzo 2021 debutta con la nazionale di Curaçao giocando l'incontro di qualificazione per il campionato mondiale di calcio 2022 vinto 5-0 contro Saint Vincent e Grenadine.
Nel 2025 ha partecipato alla CONCACAF Gold Cup.

## Statistiche
Statistiche aggiornate al 25 marzo 2021.

### Presenze e reti nei club
| Stagione        | Squadra         | Campionato      | Campionato | Campionato | Coppe nazionali | Coppe nazionali | Coppe nazionali | Coppe continentali | Coppe continentali | Coppe continentali | Altre coppe | Altre coppe | Altre coppe | Totale | Totale | Totale |
| Stagione        | Squadra         | Comp            | Pres       | Reti       | Comp            | Pres            | Reti            | Comp               | Pres               | Reti               | Comp        | Pres        | Reti        | Pres   | Reti   |        |
| --------------- | --------------- | --------------- | ---------- | ---------- | --------------- | --------------- | --------------- | ------------------ | ------------------ | ------------------ | ----------- | ----------- | ----------- | ------ | ------ | ------ |
| 2018-2019       | Roda JC         | 1D              | 17         | 0          | CO              | 3               | 0               |                    | -                  | -                  |             | -           | -           | 20     | 0      |        |
| 2019-2020       | Roda JC         | 1D              | 14         | 0          | CO              | 2               | 0               |                    | -                  | -                  |             | -           | -           | 16     | 0      |        |
| 2020-2021       | Preußen Münster | RL              | 7          | 0          | CG              | 0               | 0               |                    | -                  | -                  |             | -           | -           | 7      | 0      |        |
| Totale carriera | Totale carriera | Totale carriera | 38         | 0          |                 | 5               | 0               |                    | -                  | -                  |             | -           | -           | 43     | 0      |        |

### Cronologia presenze e reti in nazionale
| Cronologia completa delle presenze e delle reti in nazionale ― Curaçao | Cronologia completa delle presenze e delle reti in nazionale ― Curaçao | Cronologia completa delle presenze e delle reti in nazionale ― Curaçao | Cronologia completa delle presenze e delle reti in nazionale ― Curaçao | Cronologia completa delle presenze e delle reti in nazionale ― Curaçao | Cronologia completa delle presenze e delle reti in nazionale ― Curaçao | Cronologia completa delle presenze e delle reti in nazionale ― Curaçao | Cronologia completa delle presenze e delle reti in nazionale ― Curaçao |
| Data                                                                   | Città                                                                  | In casa                                                                | Risultato                                                              | Ospiti                                                                 | Competizione                                                           | Reti                                                                   | Note                                                                   |
| ---------------------------------------------------------------------- | ---------------------------------------------------------------------- | ---------------------------------------------------------------------- | ---------------------------------------------------------------------- | ---------------------------------------------------------------------- | ---------------------------------------------------------------------- | ---------------------------------------------------------------------- | ---------------------------------------------------------------------- |
| 25-3-2021                                                              | Willemstad                                                             | Curaçao                                                                | 5 – 0                                                                  | Saint Vincent e Grenadine                                              | Qual. Mondiali 2022                                                    | -                                                                      | 70’                                                                    |
| 3-6-2022                                                               | Willemstad                                                             | Curaçao                                                                | 0 – 1                                                                  | Honduras                                                               | CONCACAF Nations League 2022-2023 - 1º turno                           | -                                                                      | 70’ 88’                                                                |
| 6-6-2022                                                               | San Pedro Sula                                                         | Honduras                                                               | 1 – 2                                                                  | Curaçao                                                                | CONCACAF Nations League 2022-2023 - 1º turno                           | -                                                                      |                                                                        |
| 25-3-2023                                                              | Willemstad                                                             | Curaçao                                                                | 0 – 2                                                                  | Canada                                                                 | CONCACAF Nations League 2022-2023 - 1º turno                           | -                                                                      |                                                                        |
| 28-3-2023                                                              | Santiago del Estero                                                    | Argentina                                                              | 7 – 0                                                                  | Curaçao                                                                | Amichevole                                                             | -                                                                      | 73’                                                                    |
| 13-10-2023                                                             | Willemstad                                                             | Curaçao                                                                | 1 – 2                                                                  | Panama                                                                 | CONCACAF Nations League 2023-2024 - 1º turno                           | -                                                                      |                                                                        |
| 19-3-2025                                                              | Belek                                                                  | Curaçao                                                                | 0 – 2                                                                  | Kazakistan                                                             | Amichevole                                                             | -                                                                      |                                                                        |
| 6-6-2025                                                               | Oranjestad                                                             | Curaçao                                                                | 4 – 0                                                                  | Saint Lucia                                                            | Qual. Mondiali 2026                                                    | -                                                                      |                                                                        |
| 10-6-2025                                                              | Oranjestad                                                             | Haiti                                                                  | 1 – 5                                                                  | Curaçao                                                                | Qual. Mondiali 2026                                                    | -                                                                      |                                                                        |
| 17-6-2025                                                              | San Jose                                                               | Curaçao                                                                | 0 – 0                                                                  | El Salvador                                                            | Gold Cup 2025 - 1° turno                                               | -                                                                      |                                                                        |
| 21-6-2025                                                              | Houston                                                                | Curaçao                                                                | 1 – 1                                                                  | Canada                                                                 | Gold Cup 2025 - 1° turno                                               | -                                                                      |                                                                        |
| 24-6-2025                                                              | San Jose                                                               | Honduras                                                               | 2 – 1                                                                  | Curaçao                                                                | Gold Cup 2025 - 1° turno                                               | -                                                                      |                                                                        |
| Totale                                                                 |                                                                        | Presenze                                                               | 12                                                                     |                                                                        | Reti                                                                   | 0                                                                      |                                                                        |